# Малиновский, Анатолий Кузьмич
Анатолий Кузьмич Малиновский — профессор, доктор технических наук, Почётный работник высшего профессионального образования РФ.
Родился в 1932 г.
Окончил в 1956 г. Московский горный институт (МГИ) по специальности горный инженер-электромеханик. Работал в Мосбассе в должностях начальника учебного пункта шахты № 40, механика и помощника главного механика Кимовского разреза треста «Донской уголь».
С 1960 г. в МГИ: старший инженер проблемной лаборатории автоматизации и механизации горных работ, с 1962 г. ассистент, старший преподаватель, доцент, профессор кафедры ЭГП. В ученом звании профессора утвержден в 1998 г..
В 1967 г. защитил кандидатскую, в 2001 г.- докторскую диссертацию.
Являлся основателем новой учебной дисциплины «Автоматизированный электропривод машин и установок шахт и рудников». По этой дисциплине написал учебник.
Научные интересы: разработка и исследование систем электроприводов горных и общепромышленных машин и механизмов.
Соавтор более 100 научных работ, включая 1 монографию, получил два авторских свидетельства СССР и принял участие в создании четырёх изобретений РФ как автор и как соавтор.
Им подготовлено 9 кандидатов технических наук, в том числе для стран дальнего зарубежья (Алжир, Тунис).
Награждён медалями «Ветеран труда», «В память 850-летия Москвы», ведомственными знаками отличия («Шахтерская Слава» двух степеней), «Почетный работник угольной промышленности», «Почетный работник высшего профессионального образования РФ».
Сочинения:
- Автоматизированный электропривод машин и установок шахт и рудников [Текст] : [учебник для вузов по специальности «Электрификация и автоматизация горных работ»] / А. К. Малиновский. — Москва : Недра, 1987. — 276, [1] с. : ил.; 22 см.
- Электропривод горного производства : Тексты лекций / Малиновский А. К.; Моск. горн. ин-т. — М. : МГИ, 1987. — 42 с. : ил.; 20 см.
- Основы электропривода и преобразовательной техники : Тексты лекций по курсу «Основы электропривода и преобразоват. техники» для студентов спец. 0634 / А. К. Малиновский; Моск. горн. ин-т. — М. : Б. и., 1985 (1986). — 66 с. : ил.; 21 см.
- Основы электропривода : Учеб. пособие для студентов, обучающихся по направлению 55. 13. 00 — «Электротехника, электромеханика и электротехнология» / Малиновский А. К.; М-во общ. и проф. образования РФ. Моск. гос. горн. ун-т. Каф. Электрификации горн. предприятий. — М., 1997. — 82 с. : ил.; 20 см.
- Электрификация подземных горных работ [Текст] : [Учеб. пособие] / Под ред. проф. М. В. Мартынова ; М-во высш. и сред. спец. образования СССР. Моск. горный ин-т. — Москва : [б. и.], 1972-. — 20 см.
- Электрификация подземных горных работ [Текст] : [Учеб. пособие] / Под ред. проф. М. В. Мартынова ; М-во высш. и сред. спец. образования СССР. Моск. горный ин-т. — Москва : [б. и.], 1972-. — 20 см. Ч. 1. — 1972. — 102 с., 2 л. схем. : черт.